# کلانتان
کلانتان یکی از ۱۳ ایالت کشور مالزی است.
مرکز این استان شهر کوتا بارو (Kota Bharu) است.

## جغرافیا
استان کلانتان با سیمای سنتی و روستا گونهٔ خود همان‌طور که از نامش پیداست، مهد فرهنگ مالایی بوده‌است.
طبیعت این استان مخلوطی از روستاها، شهرهای کوچک و سواحل رودخانه‌ها است. در میان خانه‌های ساخته شده از دیرک‌های چوبی و سقف‌های پوشیده از ساقه‌های شالی، می‌توانید از فرهنگ دیرپای مالایی در کلانتان لذت ببرید.
کلانتان پر است از کوه‌هایی که غارهای کشف شده یا کشف نشده دارند و نیز جنگل‌های ما قبل تاریخ.

## امکان دیدنی
- جنگل گونونگ استونگ (Gunung Stong Eco Adventure)
- پارک ملی کوآلا کوه (Kuala Koh National Park)
- دهکدهٔ صنایع دستی کوتا بارو (Kota Bharu Handicraft Village)
- موزهٔ صنایع دستی کوتا بارو (Kota Bharu Craft Museum)
- صنعت و دست سازه‌های کلبه‌ای (Cottage Craft and Industries)
- مرکز فرهنگی کوتا بارو (Kota Bharu Cultural Center)
- مسجد المحمدی (Al Muhammadi Mosque)
- موزهٔ جنگ کلانتان (Kelantan war Museum)
- موزهٔ استانی کلانتان (Kelantan State Museum)
- موزهٔ رویال کلانتان (Kelantan Royal Museum)
- موزهٔ آداب و سنن کلانتان (Museum of Royal Traditions and Customs Kelantan)
- بازار سیتی خدیجه (Siti Khadijah Market)
- معبد بودایی تومپات کلانتان (Tumpat Buddhist Temple)
- غارهای گوآ ایکان و گوآ گلپ (Caving in Gua Ikan and Gua Gelap)
- مسجد کمپونگ لا اوت (Kampung Laut Mosque)
- معبد سوییت نیت کونگ (Sweet Nyet Kong Temple)
- ساحل پانتای توک بالی (Pantai Tok Bali Beach)
- ساحل پانتای کوآلا پا آمات (Pantai Kuala Pa’amat)

## نگارخانه

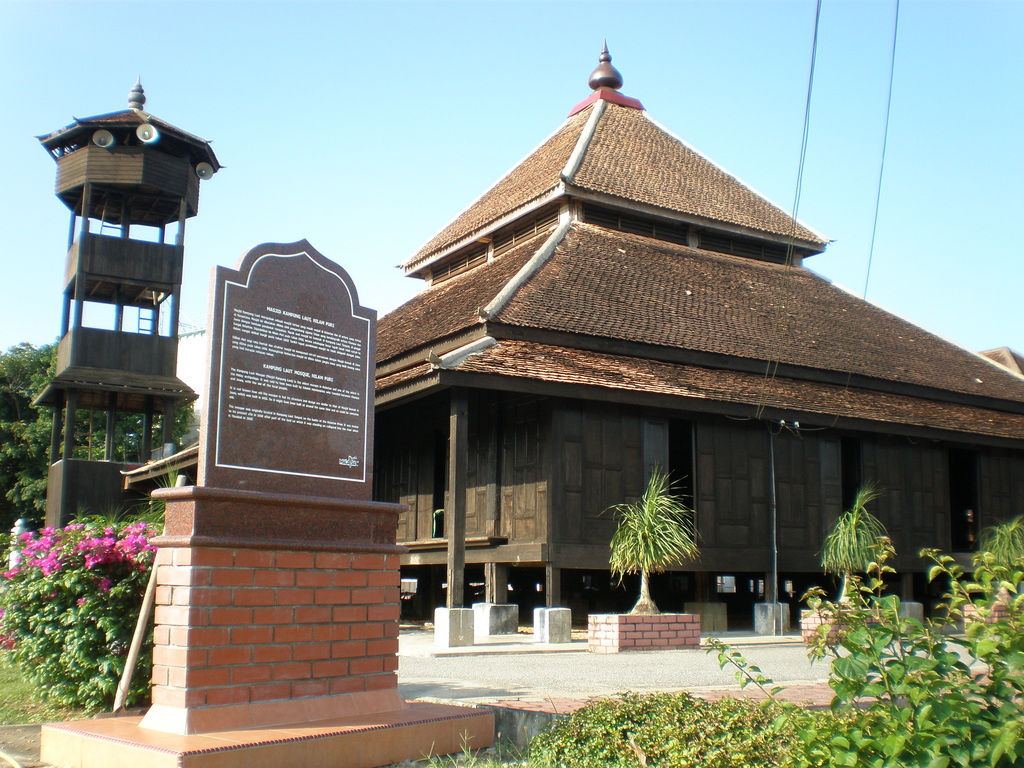
مسجد کامپونگ لاوت
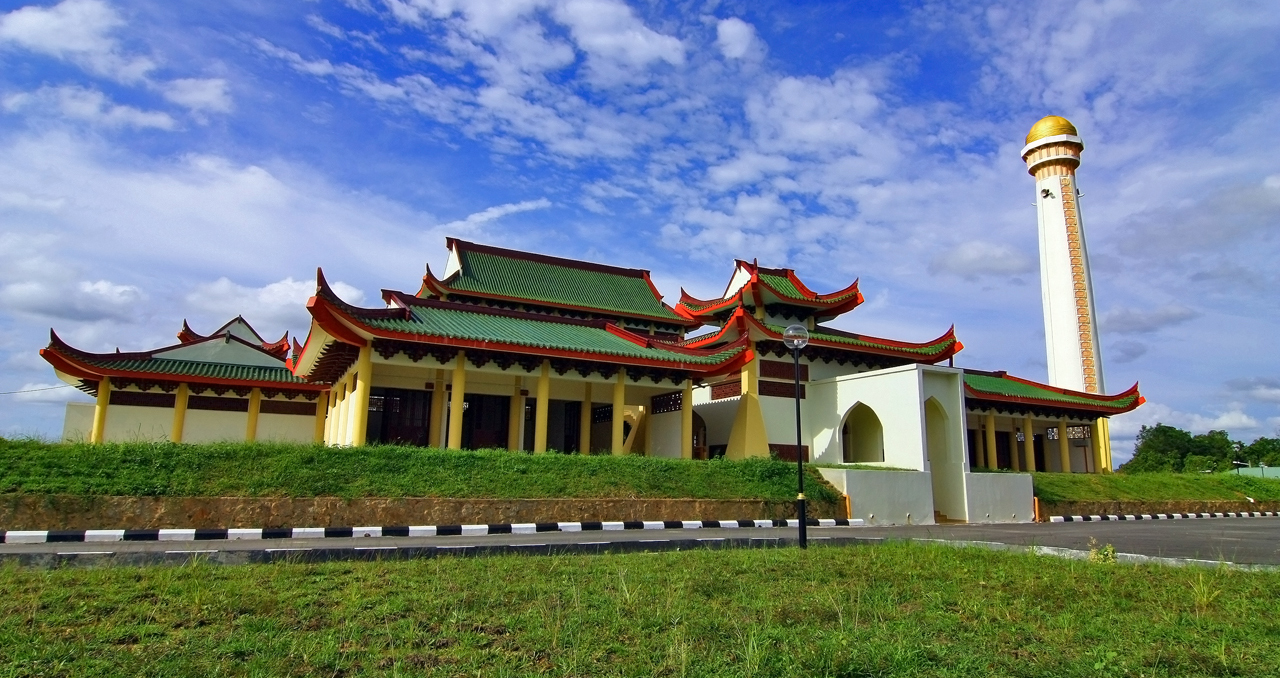
مسجد سینا
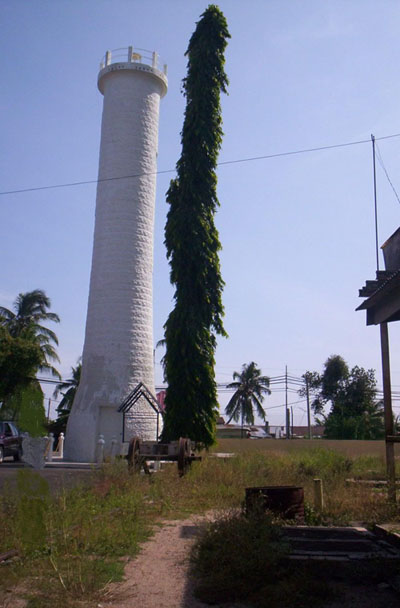
فانوس دریایی تامپات